# Duckomenta
Die Duckomenta ist eine Wanderausstellung, deren Name eine Parodie auf die documenta in Kassel ist. In ihr werden Bilder und Plastiken ausgestellt, die berühmten Werken nachempfunden sind, nur dass die dargestellten Figuren Enten im Stil von Donald Duck sind. Vereinzelt gibt es auch Mäuse-Figuren im Stil von Micky Maus.

## Kunstwerke (Auswahl)
Zum Beispiel wird die Mona Lisa als Ente oder die Zwei Männer in Betrachtung des Mondes in Entengestalten (anstelle von Menschen) dargestellt. Auch sind viele Namen der Künstler verfremdet, so wird ein Selbstporträt von Vincent van Gogh als „Vincent van Dough“ (in Entengestalt) verfremdet. Es finden sich Parodien zu Kunstwerken aus fast allen Epochen, so etwa zu Thutmosis’ Büste der Nofretete („Königin Duckfretete“) bis zu Miró oder auch der Ötzi, welcher hier mit Entenschnabel daliegt und als „Dötzi“ bezeichnet wird.

## Ausstellungsorte
Die Duckomenta war schon an zahlreichen Orten in Europa zu sehen, darunter u. a. das Palais Palffy in Wien (1987 und 1992), die Kunsthal Rotterdam (2000), beim Comic-Salon Erlangen (2010), im Roemer- und Pelizaeus-Museum Hildesheim (2010/11), sowie im Museum Weltkulturen der Reiss-Engelhorn-Museen in Mannheim (2015/16),, im Neanderthal Museum (2016), im Archäologischen Museum Hamburg (2017/18), im Staatlichen Museum Ägyptischer Kunst in München (2021/22), im Schlossmuseum Jever (2022) und im Kultur- und Stadthistorischen Museum Duisburg (2022/2023).

## interDuck
Spiritus rector des in den 1980er-Jahren in Kreisen der Hochschule für Bildende Künste Braunschweig entstandenen und heute in Berlin ansässigen Projektes ist der emeritierte Braunschweiger Kunstsoziologie-Professor Eckhart Bauer, der auch über eine umfangreiche Sammlung von Alltagsgegenständen mit Duck-Design verfügt. Ferner gehören Anke Doepner, Prof. Volker Schönwart, Rüdiger Stanko und Ommo Wille zu den aktiven Mitgliedern und Künstlern. Die Gruppe nennt sich selbst interDuck.